# Obuloides rajamohani
Obuloides rajamohani är en spindeldjursart som beskrevs av Baker och James P. Tuttle 1975. Obuloides rajamohani ingår i släktet Obuloides och familjen Tenuipalpidae. Inga underarter finns listade i Catalogue of Life.